# Црква Светог Георгија у Великој Кладуши
Црква Светог Георгија је српска православна црква која се налази у Великој Кладуши, а припада Епархији бихаћко-петровачкој.
Изграђена је 1901, освештана 1913. године, а за Национални споменик Босне и Херцеговине проглашена је на седници одржаној од 9. до 12. фебруара 2012. године.

## Опис
Црква припада једнобродним црквама димензија 7,810 × 13,45 м (дужина мерена са апсидом). Наткривена је двоводним кровом и покривена црепом. Има припрату, наос и олтарски простор.
Изграђена је од камена. Сви унутрашњи и спољашњи зидови цркве су малтерисани и бојени, док су на спољашњој страни по рубним деловима објекта, затим око портала и прозорских отвора, постављене плоче ширине 35–55 цм, као декорација.
Звоник је висине 18,30 м. и смештен је изнад централног простора припрате, квадратне је основе димензија износе 3,5 × 3,5 м. Кров звоника има облик луковице са издуженим кубичним наставком на чијем се врху налази крст. На фасадама се у доњој зони звоника налазе окулуси, а у горњој отвори са жалузинама који се полукружно завршавају.
Корпус иконостаса кога чини 17 икона различитих димензија, подељен је у три хоризонтална низа. Општа карактеристика икона огледа се у једноставном инкарнату. Већим делом на композицијама доминира сива подлога, а у доњем, преосталом делу маслинасто зелена.

## Историјат
Црква саграђена је 1901. године а отварање и њено освешћење, одржано је 1913. године. Знатно је оштећена у Другом светском рату. Од инвентара остао је сачуван само иконостас од дрвета. Дана 29. јула 1941. године, у цркви усташе су извршиле покољ неколико становника српске националности, углавном жене и деце. На западном зиду цркве, близу улазних врата налази се спомен-плоча са натписом о том догађају.
Црква је обновљена и поново освећена 1987. године.  Током Рата у Босни и Херцеговини грађани Велике Кладуше нису дозволили да се понови злочин из 1941. године. Локална заједница и народ су организовали даноноћно чување овог храма да не би био порушен од исламских екстремиста. Године 1995. године храм је тешко оштећен од припадника Петог Корпуса Армије БиХ.
Начелник општине Велика Кладуша Мулалић и Хризостом Јевић састали су се у новембру 2009. године, након чега је договорена реконструкција храма.